# Hallens tingslag
Hallens tingslag var ett tingslag i Jämtlands län i Jämtland.
Hallens tingslag bildades 1741. Tingslaget upphörde 1916 då verksamheten överfördes till Sunne, Ovikens och Hallens tingslag. 
Tingslaget ingick till 1812 i Jämtlands domsaga, mellan 1812 och 1879 i Södra Jämtlands domsaga och från 1879 i Jämtlands västra domsaga.

## Socknar
Hallens tingslag omfattade tre socknar.
- Hallens socken
- Marby socken
- Norderö socken